# Никодим (Мунтяну)
Патріарх Никодим (Ніколає Мунтяну, рум. Nicolae Munteanu; 6 грудня 1864, Піпіріг  — 27 лютого 1948, Бухарест)  — єпископ Румунської православної церкви, Патріарх Румунський.

## Життєпис
1895  — завершив Київську духовну академію.
1 серпня 1894 прийняв чернечий постриг, пізніше посвячений в сан архідиякона і призначений проповідником в Ясській митрополії. Далі був возведений в сан архімандрита, призначений ректором Галацької семінарії та хіротонізований у вікарного єпископа Галацької єпархії.
1912  — призначений єпископом Хушським і в цьому сані очолив делегацію Румунської Церкви на Всеросійському помісному соборі 1917—1918 рр. у Москві.
1918  — 1919  — тимчасово керував Кишиневською єпархією, потім очолив Хушську єпархію.
1924  — пішов на покій, поселився в Нямецькій лаврі, де був настоятелем. Заснував духовну школу, лікарню, притулок, відновив типографію, переклав Біблію молдавською мовою і з російської румунською «Біблійну історію», «Тлумачну Біблію».
У січні 1935  — Церковний національний конгрес Румунії обрав Никодима митрополитом Ясським.
30 червня 1939 церковний Собор обрав митрополита Ясського Никодима новим Румунським Першосвятителем.
У 1941  — підтримав визвольний похід румунської армії разом з Вермахтом на схід, заявивши, що боротьба проти большевизму є священною боротьбою за Бога і його істину.
Помер 27 лютого 1948 в Бухаресті від пневмонії. Похований у румунському Патріаршому соборі в Бухаресті, поруч з Патріархом Румунії Мироном.